# Angulamoeba
Angulamoebidae
Famille
Genre
Angulamoeba est l'unique genre d'amibes de la famille des Angulamoebidae dans l’ordre des Ramamoebida (classe des Variosea).

## Étymologie
Le nom Angulamoeba est dérivé du latin angul- « angle », et du grec αμοιβη / amoibē, « transformation », par allusion aux protozoaires Amoebozoa, littéralement « amibe angulaire », en référence probable à la forme de ces amibes.

## Description
Les Angulamoebidae  sont des amibes fructifères avec des filopodes souvent ramifiés, des corps cellulaires nettement moins allongés que ceux de la famille des Ischnamoebidae. Le genre type Angulamoeba se distingue du genre Acramoeba par un corps cellulaire souvent triplement ramifié, par la consommation de champignons et non de bactéries, et, chez au moins une espèce, par un stade multicilié avec plus d'un cinétide (rangée de cils). Ils forment des kystes sphériques à ovales, non pédonculés.

## Habitat
Les espèces d’Angulamoeba vivent en eau douce,.

## Liste des espèces
Selon Microworld 22 mars 2025 :
- Angulamoeba fungorum  Berney, Bass & Geisen, 2015
- Angulamoeba microcystivorans Berney, Bass & Geisen, 2015 - espèce type

L’IRMNG ne mentionne aucune espèce.

## Systématique
Le nom valide de ce taxon est Angulamoeba Berney (d), Bass (d) & Geisen (d) in Berney et al., 2015.

## Publications originales
- Famille des Angulamoebidae :
  - Thomas Cavalier-Smith, Ema E. Chao et Rhodri Lewis, « 187-gene phylogeny of protozoan phylum Amoebozoa reveals a new class (Cutosea) of deep-branching, ultrastructurally unique, enveloped marine Lobosa and clarifies amoeba evolution », Molecular Phylogenetics and Evolution, no 99,‎ 2016, p. 275-296 (ISSN 1055-7903, lire en ligne, consulté le 22 mars 2025).
- Genre Angulamoeba :
  - (en) Cédric Berney, Stefan Geisen, Jeroen Van Wichelen, Frank Nitsche, Pieter Vanormelingen, Michael Bonkowski et David Bass, « Expansion of the ‘Reticulosphere’: Diversity of Novel Branching and Network-forming Amoebae Helps to Define Variosea (Amoebozoa) », Protist, Allemagne, vol. 166, no 2,‎ mai 2015, p. 271-295 (ISSN 1434-4610, e-ISSN 1618-0941, DOI 10.1016/j.protis.2015.04.001, lire en ligne, consulté le 22 mars 2025).